# Håøya
Håøya  is een eiland in de provincie Akershus in Noorwegen. Het is het grootste eiland in de Oslofjord en maakt  deel uit van de gemeente Frogn. De zuidelijke helft van het eiland is eigendom van het Noorse ministerie van defensie en maakte deel uit van de vesting Oscarsborg. 